# Jürgen Röber
Jürgen Röber (Gernrode, 25 dicembre 1953) è un allenatore di calcio ed ex calciatore tedesco, di ruolo centrocampista.

## Carriera
In carriera ha totalizzato più di 450 incontri e più di 100 gol tra i professionisti, tra cui 3 incontri di Coppa dei Campioni.

## Palmarès

### Giocatore

#### Competizioni nazionali
- Campionato tedesco: 1

Bayern Monaco: 1980-1981

### Allenatore

#### Competizioni nazionali
- Coppa di Lega tedesca: 1

Herta Berlino: 2001